# Moschtschiny-Kultur

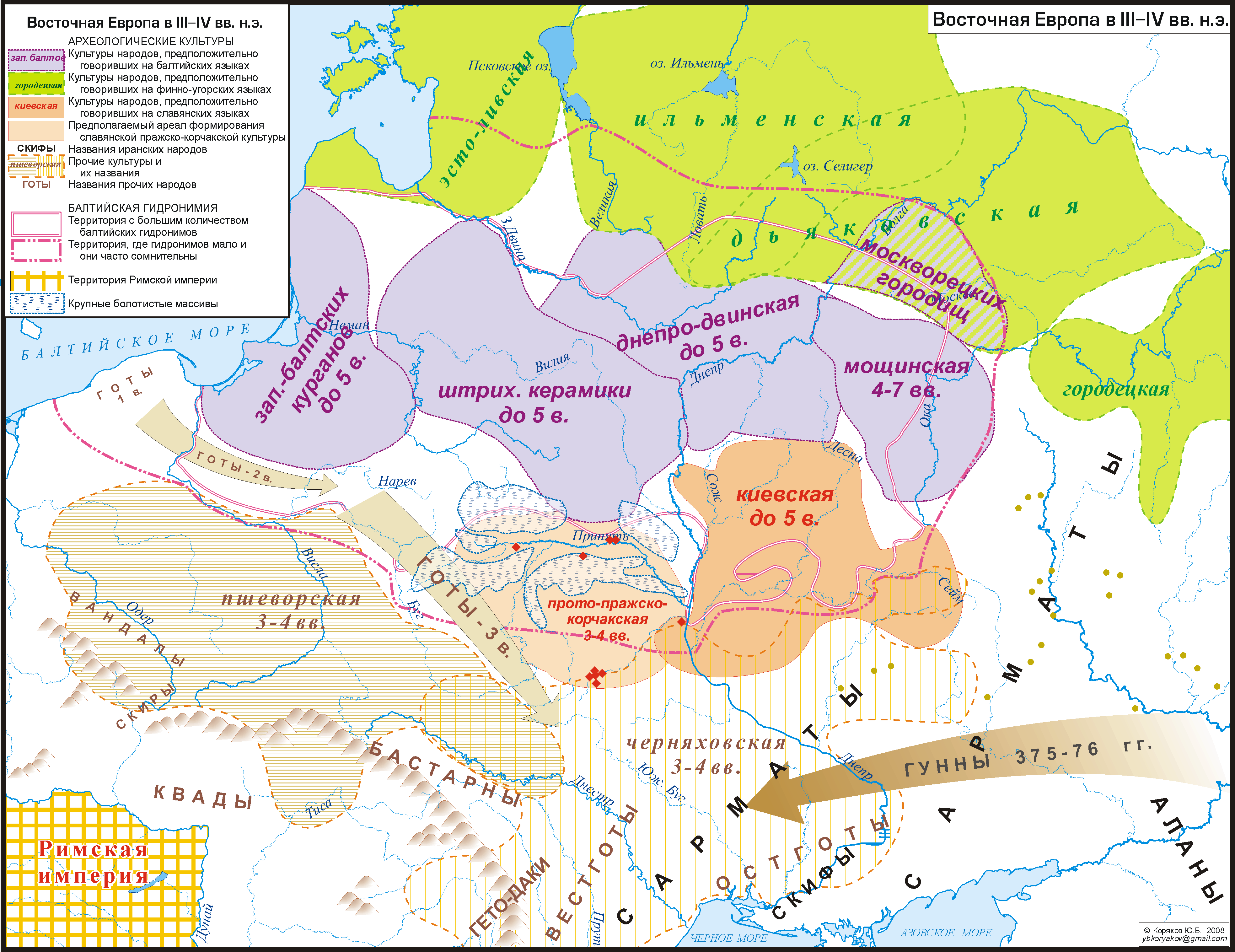
Baltische Kulturen des 4. Jahrhunderts (lila). Moschtschiny-Kultur (östliches Gebiet)

Die Moschtschiny-Kultur (russisch Мощинская культура) war eine archäologische Kultur der Eisenzeit vom 4. bis 7. Jahrhundert im heutigen westlichen Russland.
Sie ist die östlichste bekannte baltische Kultur überhaupt.

## Verbreitungsgebiet
Das Siedlungsgebiet lag in den Waldgebieten am oberen Dnepr und der oberen Oka in den heutigen russischen Oblast Kaluga, Tula, Orjol und Smolensk.
Sie ist benannt nach einer Siedlung bei dem Dorf Moschtschiny im Rajon Mosalsk in der Oblast Kaluga.

## Entstehung
Die Moschtschiny-Kultur entstand im 4. Jahrhundert aus der Juchnowo-Kultur, mit Einflüssen der Sarubinzy-Kultur aus Zuwanderung.

## Materielle Kultur
Ackerbau und Viehzucht waren Ernährungsgrundlage.
Die Siedlungen waren meist befestigt.
Die Keramik hatte eine glatte Oberfläche mit bronzenen Verzierungen. Sie war handgeformt.
Bronze- und Eisenverarbeitung waren hoch entwickelt.
Leichenbrand wurde in Hügelgräbern bestattet.

## Veränderungen
Für die Zeit ab dem 9. Jahrhundert wird der möglicherweise baltisch-slawisch entstandene Stamm der Wjatitschen im westlichen Teil des Gebietes erwähnt. Für das 11. Jahrhundert an der Oka der wahrscheinlich baltische Stamm der Goljad (Ost-Galinder).